# Stringent Response
Die Stringent Response (Deutsch manchmal auch „stringente Antwort“ oder „stringente Kontrolle“) ist eine Anpassung des Stoffwechsels von Prokaryoten auf eine Unterversorgung mit Nährstoffen wie Kohlenstoff oder Aminosäuren. Sie äußert sich durch eine erhöhte Stressresistenz der Zelle, ein stark verlangsamtes Wachstum und einen deutlich verminderten Stoffwechsel; die Zelle begibt sich sozusagen in eine Art Winterschlaf.

## Signalweg
Bei Nährstoffmangel werden aus Guanosintriphosphat (GTP) und Adenosintriphosphat (ATP) die Signalmoleküle Guanosintetraphosphat (ppGpp) und Guanosinpentaphosphat (pppGpp) gebildet. Diese Moleküle wirken als „Alarmone“ und beeinflussen über ein globales regulatorisches Netzwerk bis zu einem Drittel aller Gene in der Zelle.
In Escherichia coli wird diese Reaktion durch die zwei Enzyme RelA/L11A (ppGpp-Synthase I) und SpoT (ppGpp-Synthase II) katalysiert. Es existieren mindestens zwei Wege, die Stringent Response auszulösen:
- Bei Aminosäuremangel bleiben in der betroffenen Zelle tRNAs unbeladen. Diese führen am Ribosom neben einem Abbruch der Translation zu einer Aktivierung von RelA, was zur Bildung von ppGpp und pppGpp führt.
- Die Bildung von pppGpp kann auch durch SpoT durch Kohlenstoffmangel ausgelöst werden, wobei der genaue Mechanismus noch unbekannt ist.

## Auswirkungen
Bei der Stringent Response werden durch ppGpp und pppGpp eine Reihe von Stoffwechselvorgängen direkt gehemmt, darunter über die Hemmung der RNA-Polymerasen die Synthese von RNAs sowie die Proteinbiosynthese. Daneben werden eine Reihe von biosynthetischen und katabolischen Operons aktiviert, um andere Nährstoffquellen nutzen zu können.
Des Weiteren sind über verschiedene Signaltransduktionswege die Synthese von Phospholipiden und Nucleotiden sowie die Zellteilung gehemmt. Auf der anderen Seite wird die Transkriptionsgenauigkeit gesteigert, die Synthese von Proteinen zur Stress-Bekämpfung, inklusive von Chaperonen gesteigert und der Protein-Abbau gefördert.